# Cantone di Châlons-en-Champagne-2
Il Cantone di Châlons-en-Champagne-2 è una divisione amministrativa dell'arrondissement di Châlons-en-Champagne.
A seguito della riforma approvata con decreto del 21 febbraio 2014, che ha avuto attuazione dopo le elezioni dipartimentali del 2015, è passato da 10 a 18 comuni, oltre alla frazione urbana.

## Composizione
Oltre a parte della città di Châlons-en-Champagne, i 10 comuni facenti parte prima della riforma del 2014 erano:
- Aigny
- Condé-sur-Marne
- Les Grandes-Loges
- Isse
- Juvigny
- Recy
- Saint-Étienne-au-Temple
- Saint-Martin-sur-le-Pré
- La Veuve
- Vraux

Dal 2015, oltre a parte della città di Châlons-en-Champagne, i comuni appartenenti al cantone sono i seguenti 18:
- Aigny
- Aulnay-sur-Marne
- Champigneul-Champagne
- Cherville
- Condé-sur-Marne
- Les Grandes-Loges
- Isse
- Jâlons
- Juvigny
- Matougues
- Recy
- Saint-Gibrien
- Saint-Martin-sur-le-Pré
- Saint-Pierre
- Thibie
- La Veuve
- Villers-le-Château
- Vraux